# Pedro Chutró
Pedro Chutro (Pila, 18 de febrero de 1880 - Buenos Aires, 19 de octubre de 1937) fue un reconocido cirujano argentino, que no solo se desempeñó en los hospitales del país sino también en los servicios médicos aliados durante la Primera Guerra Mundial.

## Biografía
Chutro comenzó sus estudios en la ciudad de Chascomús, ubicada en la provincia de Buenos Aires, debido a que los dueños de la estancia La Concepción, donde el vivía, notaron una gran capacidad intelectual. Una vez graduado se dirigió a Buenos Aires, donde realizó sus estudios universitarios en la Facultad de Medicina de la Universidad de Buenos Aires. Se desempeñó como practicante en el Hospital de Clínicas, y obtuvo su título de médico en 1904 mediante la tesis Las fracturas de la extremidad inferior del húmero de los niños. Una vez graduado viajó para poder perfeccionarse en hospitales de primer nivel de Europa y Estados Unidos.
Tras regresar a la Argentina, Chutro ejerció en los hospitales San Roque, Teodoro Álvarez, Durand y Ramos Mejía, y fue profesor suplente de la cátedra Medicina Operatoria en la Universidad de Buenos Aires. Trabajó para el desarrollo de su actividad, logrando en 1911 ser uno de los miembros fundadores de la Sociedad de Cirugía de Buenos Aires, que funcionaba en la Asociación Médica Argentina. Con el comienzo de la Primera Guerra Mundial, Chutro pidió licencia en la Universidad y se enlistó en los servicios médicos aliados. Recibió el apoyo de Enrique Finochietto, quien siguió sus pasos y participó en los servicios médicos aliados en París.
Al finalizar la guerra, fue distinguido por el gobierno francés y pasó a integrar la Academia de Medicina de París. Durante varios años recorrió Europa y Estados Unidos dando charlas y conferencias, hasta que en 1919, ya de regreso en Buenos Aires, fue nombrado profesor titular de la cátedra de Clínica Quirúrgica en la Universidad de Buenos Aires. Chutro, titular de una fama internacional, continuó ejerciendo en varios hospitales de Buenos Aires y falleció en esa ciudad el 19 de octubre de 1937.